# Conteggio dell'Omer

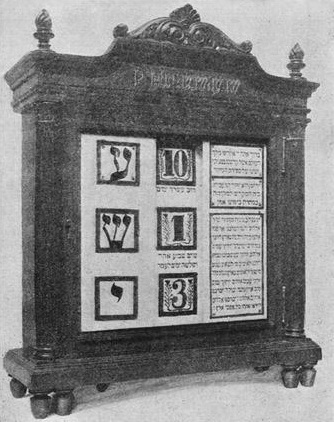
Tabella utilizzata per contare l'omer, che illustra il numero di giorni nell'omer (in alto) e il suo equivalente in settimane (in mezzo) e in giorni (in basso).

Il Conteggio dell'Omer (o Sefirat Ha'omer, in ebraico ספירת העומר‎?, a volte abbreviato Sefira o l'Omer) nell'ebraismo, è una benedizione con cui si contano verbalmente i 49 giorni che intercorrono tra la seconda sera di Pesach e la festività di Shavuot secondo la Bibbia ebraica (Tanakh, Levitico 23:15-16), in memoria della cerimonia dell'offerta dell'Omer che veniva effettuata presso il Tempio di Gerusalemme.
Questa mitzvah ("precetto") deriva dal comandamento della Torah che impone di contare quarantanove giorni cominciando dal giorno in cui l'Omer, un sacrificio contenente la misura di un Omer d'orzo, era offerto al Tempio di Gerusalemme, fino al giorno prima che un'offerta di frumento venisse portata al tempio durante Shavuot. Il Conteggio dell'Omer inizia il secondo giorno di Pesach (il 16 di Nisan) per gli ebrei rabbinici (ortodossi, conservatori, riformati), e dopo lo Shabbat settimanale durante Pesach per gli ebrei caraiti, e finisce il giorno prima della festa di Shavuot, il "cinquantesimo giorno".
L'idea di contare ogni giorno rappresenta una preparazione spirituale e anticipazione della consegna della Torah che fu data da Dio sul Monte Sinai all'inizio del mese di Sivan, verso lo stesso periodo della festa di Shavuot. Lo Sefer ha-Chinuch (pubblicato anonimamente nel XIII secolo in Spagna) afferma che il popolo ebraico fu liberato dalla cattività d'Egitto solo a Pesach (Pasqua) onde poter ricevere la Torah al Sinai – avvenimento che è ora celebrato durante Shavuot –, e ottemperare alle sue leggi. Pertanto il Conteggio dell'Omer dimostra quanto gli ebrei desiderino di accettare la Torah nella propria vita.

## Origine
L'origine della tradizione è rintracciabile nel Levitico 23:15-16:

15. Dal giorno dopo il sabato, cioè dal giorno che avrete portato il covone da offrire con il rito di agitazione, conterete sette settimane complete.

16. Conterete cinquanta giorni fino all'indomani del settimo sabato e offrirete al Signore una nuova oblazione.

Tuttavia, l'obbligo dopo la distruzione del Tempio è materia di dibattito. Mentre Maimonide afferma che l'obbligo è tuttora biblico, la maggior parte degli altri commentari asseriscono che in tempi moderni sia di origine rabbinica.

## Contesto

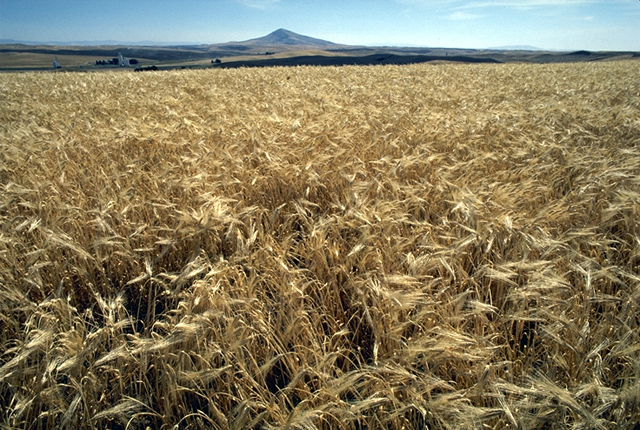
Campo d'orzo.

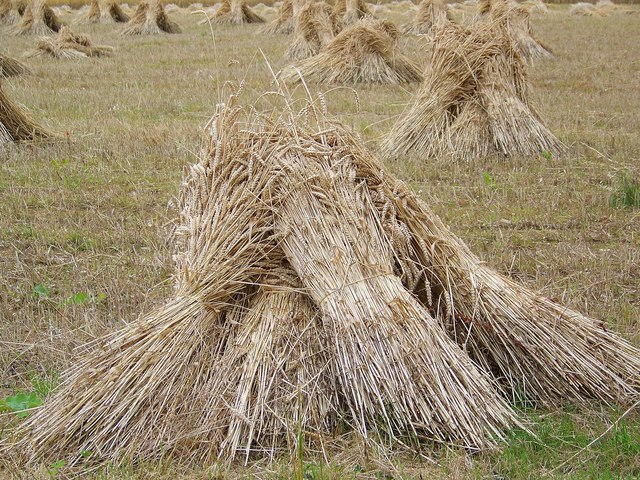
Covoni di grano in epoca moderna.

L'omer ("covone") è un'antica misura biblica volumetrica dei cereali. Nel giorno che segue il Shabbat durante Pesach in epoca biblica – festività osservata oggi nel secondo giorno di Pesach (Festa del Pane Azzimo) il 16 del primo mese ebraico nell'ebraismo rabbinico  noto anche come "Primizie" – un omer d'orzo veniva offerto al Tempio di Gerusalemme, segnando l'indennità del consumo di chadash (grano dal nuovo raccolto). Il 50º giorno dopo l'inizio del conteggio, corrispondente alla festa di Shavuot, due pani fatti di grano erano offerti nel Tempio a evidenziare l'inizio del raccolto.
Le origini del conteggio dell'omer (cioè lo Sefirat HaOmer), come esposto nelle parashah "Emor" di Midrash Rabba, spiega che quando i Figli di Israele lasciarono l'Egitto, venne loro annunciato da Mosè che 49 giorni dopo l'Esodo avrebbero ricevuto la Torah. Il popolo era così emozionato alla prospettiva di una liberazione spirituale, dopo l'emancipazione fisica dal giogo d'Egitto, che tennero il conteggio dei giorni che passavano, conclusisi con il ricevimento della Torah sul Monte Sinai. La Torah stessa, in Levitico 23:15–16, e Deuteronomio 16:9, afferma che è un comandamento contare sette settimane complete dal giorno dopo la notte di Pesach finendo con la festa di Shavuot al cinquantesimo giorno. Shavuot è la festività che segna la consegna della Torah alla nazione israelita il 6 del mese di Sivan.
Seguendo i temi della crescita spirituale e sviluppo caratteriale durante questo periodo, la letteratura rabbinica paragona il processo di crescita ai due tipi di frumento ai due poli del periodo di conta. Nei tempi antichi l'orzo era cibo più modesto, mentre il grano era più pregiato. Nel periodo pasquale, i figli di Israele erano stati liberati dall'esilio egizio, sebbene fossero caduti così in basso da non poter quasi più risorgere. L'Esodo fu un dono immeritato e inaspettato da Dio, come cibo per creature semplici che non ci si aspetti sviluppino le proprie potenzialità spirituali. Il ricevere la Torah creò un'elevazione spirituale e una cooperazione attiva. Pertanto l'offerta di Shavuot è "cibo del popolo".

## Il conteggio
Ogni giorno, appena è notte (circa trenta minuti dopo il tramonto),  cioè tra il secondo giorno di Pesach e la notte precedente lo Shavuot, la persona che conta l'omer recita questa benedizione:

Baruch atah A-donai E-loheinu Melekh Ha-olam asher kid'shanu b'mitzvotav v'tzivanu al S'firat Ha-omer.
(Traduzione: Benedetto sei Tu, Signore nostro Dio, Re dell'Universo, Che ci hai santificato coi Tuoi comandamenti e ci hai comandato di contare l'Omer)

Poi la persona pronuncia il conteggio in cui si indica l'ordinale del giorno espresso sia in giorni sia in settimane più giorni. Nel 23º giorno si direbbe "Oggi è il 23º giorno che è il secondo giorno dopo le tre settimane "dello" (לעומר) o "nello" (בעומר)  Omer" Il conteggio è usualmente pronunciato in lingua ebraica, ma può essere contato in qualsiasi lingua, tuttavia bisogna capire ciò che si dice.
Secondo la Halakhah, una persona può recitare la benedizione solo se è notte. Se si ricorda di contare la mattina o il pomeriggio successivi, la conta può essere ancora fatta, ma senza benedizione. Se si dimentica del tutto di contare, la persona può continuare il conteggio i giorni successivi, ma senza benedizione.

## Un periodo di "lutto"
I primi 33 giorni dell'Omer sono vissuti come un periodo di lutto durante il quale non vengono organizzate feste, matrimoni e cene danzanti, in ricordo della peste che uccise circa 24000 studenti di Rabbi Akiva (40–137 circa). Questa usanza è anche in ricordo degli ebrei uccisi durante le Crociate.
Durante questo stesso periodo c'è l'uso di non tagliare i capelli e la barba, e non intrattenersi in svaghi quali il cinema e la musica. Le usanze, comunque, sono molto variabili a seconda delle comunità locali. Dal conteggio del 33º giorno (Lag b'omer) alcune tra queste proibizioni decadono (nel caso in cui il giorno 33 capiti di Shabbat è permesso anticipare il taglio dei capelli ma in casi differenti si possono tagliare dalla mattina del giorno 34), altre sino al giorno 34.
Il calendario ebraico è in gran parte agricolo, e il periodo di Omer cade tra Pesach e Shavuot. Durante la Pesach c'è uno spostamento dal pregare per la pioggia al pregare per la rugiada, e ciò coincide con il periodo di crescita della frutta di stagione. Shavuot è il giorno dell'offerta delle "primizie" (bikkurim, primi frutti). Il successo dei raccolti era ancora dubbio durante tale periodo; nel corso di queste sette settimane, la riflessione quotidiana, l'impegno a migliorare le proprie caratteristiche comportamentali (middot) e la crescita interiore, era un modo di pregare per il proprio destino esteriore e le potenzialità di riuscita nella vita – principalmente, quindi, la crescita e il successo del raccolto stagionale.

## Interpretazione cabalistica

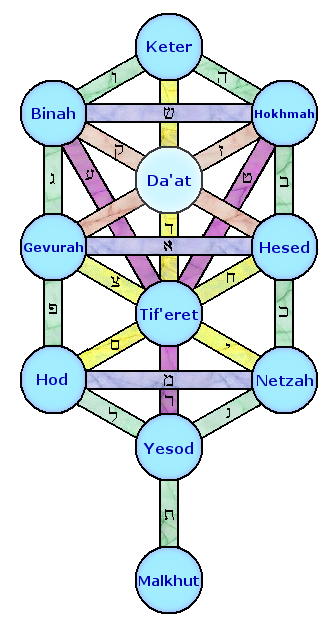
Albero della Vita cabalistico, con le Sefirot.

I maestri mistici ebrei hanno stabilito che i 49 giorni corrispondono alle coincidenze delle 7 Sefirot inferiori nelle loro connessioni sino a giungere infatti a 49 differenti combinazioni nella totalità dei giorni, una combinazione diversa per ciascun giorno del conteggio dell'omer e così, sino a Shavuot, recitata nella preghiera di ricordo del giorno dopo la benedizione necessaria e nel brano finale di Tiqqun.
Il periodo del conteggio è considerato d'essere il tempo di una potenziale crescita interiore – la persona dovrebbe impegnarsi ad accrescere le proprie caratteristiche positive (middot) mediante la riflessione e lo sviluppo di un aspetto personale per ognuno dei 49 giorni della conta.

### Associazioni
Nella Cabala ebraica, ciascuna delle sette settimane del conteggio dell'omer è associata a una delle sette Sefirot inferiori:
1. Chessed
2. Ghevurah
3. Tiferet
4. Nezach
5. Hod
6. Yessod
7. Malkuth

Ogni giorno di ogni settimana è associato anche a una di queste stesse sette sefirot, creando quarantanove permutazioni. Il primo giorno dell'Omer è quindi associato con "chessed che è in chessed" (benevolenza con benevolenza), il secondo giorno con "ghevurah che è in chessed"; il primo giorno della seconda settimana è associato con "chessed che è in ghevurah", il secondo giorno della seconda settimana con "ghevurah che è in ghevurah", e così via.
Simbolicamente, ognuna di queste 49 permutazioni rappresenta un aspetto del carattere di una data persona, che può essere migliorato o sviluppato ulteriormente. Il rabbino Simon Jacobson (n. 1956), insegnante chassidico Chabad, spiega questi 49 livelli nel suo libro, The Spiritual Guide to Counting the Omer (Guida Spirituale al Conteggio dell'Omer), come fanno anche Rabbi Yaacov Haber e Rabbi David Sedley nel loro libro Sefiros: Spiritual Refinement through Counting the Omer. Un approccio meditativo è quello di Rabbi Min Kantrowitz in Counting the Omer: A Kabbalistic Meditation Guide che include riflessioni, attività e kavvanot (impostazioni mentali propizie) per ciascuno dei Quattro Mondi cabalistici (escluso quindi Adam Qadmon) in ciascuno dei 49 giorni.
Il periodo di quarantanove giorni del conteggio è inoltre il tempo giusto per studiare gli insegnamenti della Mishnah in Pirkei Avot 6:6, che enumera i "48 percorsi" con cui si apprende e assimila la Torah. Rabbi Aharon Kotler (1891–1962) spiega che lo studio di ciascun "percorso" può essere fatto in ciascuno dei primi quarantotto giorni del conteggio dell'omer; nel quarantanovesimo, lo studente deve riesaminare tutti i "percorsi"